# Вольная борьба на летних Олимпийских играх 1952 — до 67 кг
Соревнования по вольной борьбе в рамках Олимпийских игр 1952 года в лёгком весе (до 67 килограммов) прошли в Хельсинки с 20 по 23 июля 1952 года в «Exhibition Hall I».
Турнир проводился по системе с начислением штрафных баллов. За чистую победу штрафные баллы не начислялись, за победу по очкам борец получал один штрафной балл, за любое поражение (по очкам со счётом 2-1, со счётом 3-0 или чистое поражение) — три штрафных балла. Борец, набравший пять штрафных баллов, из турнира выбывал. Трое оставшихся борцов выходили в финал, проводили встречи между собой. Схватка по регламенту турнира продолжалась 15 минут. Если в течение первых десяти минут не было зафиксировано туше, то судьи могли определить борца, имеющего преимущество. Если преимущество никому не отдавалось, то назначалось шесть минут борьбы в партере, при этом каждый из борцов находился внизу по три минуты (очередность определялась жребием). Если кому-то из борцов было отдано преимущество, то он имел право выбора следующих шести минут борьбы: либо в партере сверху, либо в стойке. Если по истечении шести минут не фиксировалась чистая победа, то оставшиеся четыре минуты борцы боролись в стойке.
В лёгком весе боролись 23 участника. Безусловным фаворитом в этой весовой категории был Улле Андерберг, чемпион Европы 1949 года в полулёгком весе, чемпион мира 1951 года, а кроме того, вице-чемпион предыдущих олимпийских игр, чемпион Европы и мира по греко-римской борьбе (всё в полулёгком весе). Андерберг и американский борец Томми Эванс, а также уступающий им по штрафным баллам иранец Тофиг Джаханбахт вышли в финал. Андерберг последовательно победил обоих и в финальной встрече решалась лишь судьба серебряной медали, которую завоевал Эванс.  

## Призовые места
- Улле Андерберг (SWE)
- Томми Эванс (USA)
- Тофиг Джаханбахт (IRI)

## Первый круг
| Штрафных баллов | Участник 1               | Результат    | Участник 2            | Штрафных баллов |
| --------------- | ------------------------ | ------------ | --------------------- | --------------- |
| 1               | Тефик Юсе (TUR)          | 3-0          | Рэй Майланд (GBR)     | 3               |
| 1               | Тофиг Джаханбахт (IRI)   | 3-0          | Йожеф Гал (HUN)       | 3               |
| 0               | Хайнрих Неттесхайм (GER) | Туше (4:16)  | О Тхэ Гэн (KOR)       | 3               |
| 0               | Освальдо Блази (ARG)     | Туше (1:50)  | Аристидес Перес (GUA) | 3               |
| 1               | Ричард Гаррард (AUS)     | 3-0          | Джек Вард (IRL)       | 3               |
| 1               | Томми Эванс (USA)        | 3-0          | Мохамед Бадр (EGY)    | 3               |
| 1               | Такэо Симотори (JPN)     | 3-0          | Бьорн Ларссон (NOR)   | 3               |
| 1               | Ян Коолс (BEL)           | 3-0          | Марио Товар (MEX)     | 3               |
| 1               | Гарибальдо Ниццола (ITA) | 3-0          | Эрик Остранд (DEN)    | 3               |
| 0               | Улле Андерберг (SWE)     | Туше (14:06) | Арменак Ялтырян (URS) | 3               |
| 0               | Ристо Талосела (FIN)     | Туше (13:10) | Поль Бессон (SUI)     | 3               |
| 0               | Блонди Пинеаар (RSA)     | Пропускал    |                       |                 |

## Второй круг
| Штрафных баллов | Участник 1               | Результат    | Участник 2                | Штрафных баллов |
| --------------- | ------------------------ | ------------ | ------------------------- | --------------- |
| 2               | Тефик Юсе (TUR)          | 3-0          | Блонди Пинеаар (RSA)      | 3               |
| 1               | Тофиг Джаханбахт (IRI)   | Туше (8:45)  | Рэй Майланд (GBR)         | 6               |
| 4               | Йожеф Гал (HUN)          | 3-0          | О Тхэ Гэн (KOR)           | 6               |
| 0               | Хайнрих Неттесхайм (GER) | Туше (1:42)  | Аристидес Перес (GUA)     | 6               |
| 2               | Ричард Гаррард (AUS)     | 3-0          | Освальдо Блази (ARG)      | 3               |
| 0               | Томми Эванс (USA)        | Туше (7:29)  | Джек Вард (IRL)           | 6               |
| 2               | Такэо Симотори (JPN)     | 3-0          | Мохамед Бадр (EGY)        | 6               |
| 1               | Ян Коолс (BEL)           | Туше (10:30) | Бьорн Ларссон (NOR)       | 6               |
| 4               | Эрик Остранд (DEN)       | 3-0          | Марио Товар (MEX)         | 6               |
| 1               | Улле Андерберг (SWE)     | 3-0          | Гарибальдо Ниццола (ITA)¹ | 4               |
| 3               | Арменак Ялтырян (URS)    | Туше (13:10) | Ристо Талосела (FIN)      | 3               |
| 3               | Поль Бессон (SUI)        | Пропускал    |                           |                 |

¹ Снялся с соревнований

## Третий круг
| Штрафных баллов | Участник 1             | Результат   | Участник 2               | Штрафных баллов |
| --------------- | ---------------------- | ----------- | ------------------------ | --------------- |
| 4               | Блонди Пинеаар (RSA)   | 3-0         | Поль Бессон (SUI)        | 6               |
| 2               | Тофиг Джаханбахт (IRI) | 2-1         | Тефик Юсе (TUR)          | 5               |
| 5               | Йожеф Гал (HUN)        | 2-1         | Хайнрих Неттесхайм (GER) | 3               |
| 2               | Томми Эванс (USA)      | 3-0         | Освальдо Блази (ARG)     | 7               |
| 3               | Такэо Симотори (JPN)   | 3-0         | Ричард Гаррард (AUS)     | 5               |
| 1               | Улле Андерберг (SWE)   | Туше (7:17) | Ян Коолс (BEL)           | 4               |
| 4               | Арменак Ялтырян (URS)  | 3-0         | Эрик Остранд (DEN)       | 7               |
| 3               | Ристо Талосела (FIN)   | Пропускал   |                          |                 |

## Четвёртый круг
| Штрафных баллов | Участник 1             | Результат   | Участник 2               | Штрафных баллов |
| --------------- | ---------------------- | ----------- | ------------------------ | --------------- |
| 4               | Ристо Талосела (FIN)   | 3-0         | Блонди Пинеаар (RSA)     | 7               |
| 3               | Тофиг Джаханбахт (IRI) | 2-1         | Хайнрих Неттесхайм (GER) | 6               |
| 2               | Томми Эванс (USA)      | Туше (9:25) | Ян Коолс (BEL)           | 7               |
| 1               | Улле Андерберг (SWE)   | Туше (9:15) | Такэо Симотори (JPN)     | 6               |
| 4               | Арменак Ялтырян (URS)  | Пропускал   |                          |                 |

## Пятый круг
| Штрафных баллов | Участник 1             | Результат   | Участник 2            | Штрафных баллов |
| --------------- | ---------------------- | ----------- | --------------------- | --------------- |
| 4               | Тофиг Джаханбахт (IRI) | 3-0         | Арменак Ялтырян (URS) | 7               |
| 2               | Томми Эванс (USA)      | Туше (4:59) | Ристо Талосела (FIN)  | 7               |
| 1               | Улле Андерберг (SWE)   | Пропускал   |                       |                 |

## Финал

### Встреча 1
| Штрафных баллов | Участник 1           | Результат | Участник 2             | Штрафных баллов |
| --------------- | -------------------- | --------- | ---------------------- | --------------- |
| 2               | Улле Андерберг (SWE) | 3-0       | Тофиг Джаханбахт (IRI) | 7               |
| 2               | Томми Эванс (USA)    | Пропускал |                        |                 |

### Встреча 2
| Штрафных баллов | Участник 1             | Результат | Участник 2        | Штрафных баллов |
| --------------- | ---------------------- | --------- | ----------------- | --------------- |
| 3               | Улле Андерберг (SWE)   | 2-1       | Томми Эванс (USA) | 5               |
| 7               | Тофиг Джаханбахт (IRI) | Пропускал |                   |                 |

### Встреча 3
| Штрафных баллов | Участник 1           | Результат | Участник 2             | Штрафных баллов |
| --------------- | -------------------- | --------- | ---------------------- | --------------- |
| 6               | Томми Эванс (USA)    | 3-0       | Тофиг Джаханбахт (IRI) | 10              |
| 3               | Улле Андерберг (SWE) | Пропускал |                        |                 |